# Ghiacciaio Vidbol
Il ghiacciaio Vidbol (in inglese Vidbol Glacier) è un ghiacciaio lungo 5,5 km e largo 1,5, situato sulla costa di Danco, nella parte occidentale della Terra di Graham, in Antartide. Il ghiacciaio si trova in particolare sulla penisola Arctowski, sul versante settentrionale del picco Pulfrich da dove, scorrendo a ovest del picco Henryk e a est del monte Dedo, fluisce verso nord-ovest fino alla cala conosciuta come porto Orne dove entra nello stretto di Gerlache.

## Storia
Il ghiacciaio Vidbol è stato così battezzato dalla Commissione bulgara per i toponimi antartici che gli ha dato questo nome in associazione con il fiume Vidbol, situato nella Bulgaria nordoccidentale.